# Centraal Bureau Rijvaardigheidsbewijzen

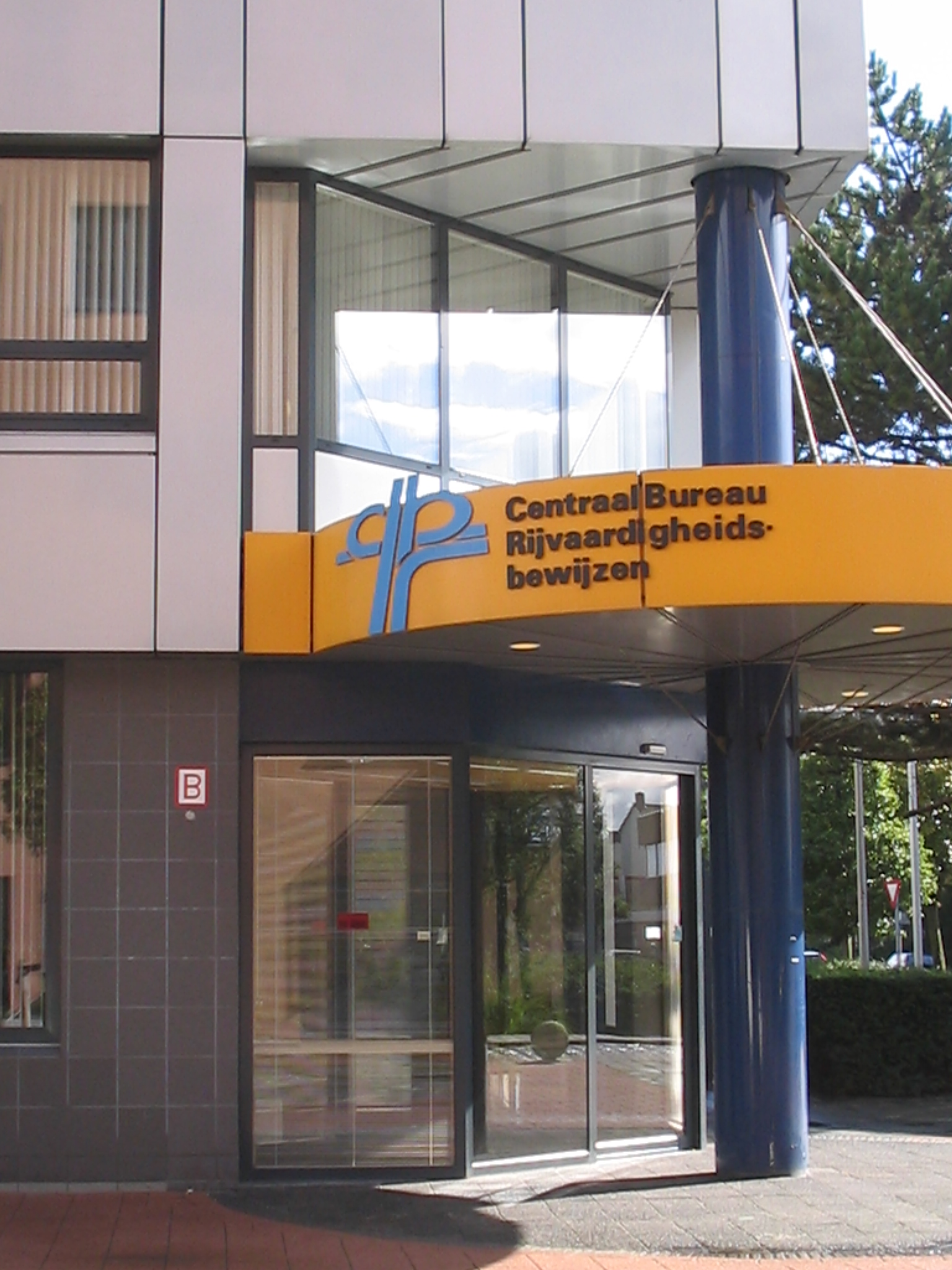
Oud logo CBR op het vroegere hoofdgebouw

Het Centraal Bureau voor de uitgifte van Rijvaardigheidsbewijzen (het CBR) is een publiekrechtelijk zelfstandig bestuursorgaan (zbo) in Nederland. Het CBR is door de minister van Infrastructuur en Waterstaat belast met een verkeersveiligheidstaak: het beoordelen van de rijvaardigheid en medische geschiktheid van bestuurders en de vakbekwaamheid van professionals in transport en logistiek. De huidige directeur van het CBR is Alexander Pechtold.
Het CBR is een landelijke organisatie met een hoofdkantoor in Rijswijk (Zuid-Holland) en (sinds 2021) 54 examenlocaties. Ruim 8.000 rijscholen staan bij het CBR ingeschreven. Jaarlijks neemt het CBR ruim 1,5 miljoen theorie- en praktijkexamens en toetsen af. Er zijn meer dan 200 examenproducten. Burgers kunnen in het hele land terecht voor examens voor de personenauto, bus, vrachtauto en taxi. Maar ook voor de tractor, motor en bromfiets, en binnen de recreatievaart, binnenvaart, luchtvaart, etc. Voor de examens voor de recreatievaart en binnenvaart moest men tot 2019 naar VAMEX(Stichting Vaarbewijs en Marifoonexamens)
Het CBR is opgericht in 1927. Er werken ongeveer 1.700 mensen. Het CBR is een publieke dienstverlener die werkt volgens de principes van ‘Prettig contact met de overheid’.
Tot 2013 was het CBR een privaatrechtelijke stichting; sindsdien is het CBR een gecentraliseerde publiekrechtelijk zelfstandig bestuursorgaan (zbo). Het CBR is volledig tariefgefinancierd.

## Getallen
Alle onderstaande getallen gelden voor het jaar 2019 en 2023:
| Soort                          | 2019            | 2023            |
| Totaal aantal theorie-examens  | 686.138         | 950.059         |
| Totaal aantal praktijkexamens  | 692.771         | 753.822         |
| Gezondheidsverklaringen (GV)   | 772.394         | 758.739         |
| Omzet                          | € 175,6 miljoen | € 184,7 miljoen |
| Aantal ingeschreven rijscholen | 8.177           | 8.540           |

## Geschiedenis
Op 10 februari 1905 werd de Motor- en Rijwielwet van kracht. Hierbij werd een rijbewijs verplicht voor bestuurders van motorvoertuigen, maar dit werd op aanvraag afgegeven: een rijexamen was niet nodig. Het CBR is opgericht als Centraal Bureau voor de afgifte van Bewijsstukken van Rijvaardigheid (CBBR) op 1 september 1927, door ANWB, KNAC, KNMV en BBN. Een kort praktisch rijexamen was nu verplicht. In 1935 werd de Motor- en Rijwielwet vervangen door de Wegenverkeerswet 1935; door de Tweede Wereldoorlog duurde het tot 1950 tot het bijbehorende Wegenverkeersreglement tot stand kwam, dat onder meer bepalingen betreffende rijexamens en rijbewijzen bevatte.
In 1962 werd het toenmalige hoofdkantoor op de P.C. Boutenslaan in Rijswijk in gebruik genomen. Vanaf 1991 zijn er ook regiokantoren. Het hoofdkantoor is vanaf 2008 gevestigd op de Sir Winston Churchilllaan te Rijswijk.
In 1984 werden de regels voor het rijexamen ingrijpend gewijzigd, mede gebaseerd op de Europese Rijbewijsrichtlijn. Een theorie-examen moet worden behaald voor het rijexamen wordt afgenomen, en er komen aparte examens voor rijbewijzen C, D en E. Later dat jaar werd ook het motorexamen uitgebreid. In 1993 worden ook de inname van rijbewijzen en de medische herkeuringen onderdeel van het takenpakket van het CBR. In 1996 volgden het (nieuwe) bromfietsexamen en de Educatieve Maatregel Alcohol en verkeer (EMA). Meest recente ontwikkelingen in 2012 bij het CBR zijn de introductie van 2toDrive (17-jarigen mogen opgaan voor het rijexamen B personenauto, maar moeten tot hun 18e jaar rijden met een coach naast zich), het alcoholslotprogramma voor zware alcohol-overtredingen (het gemeten promillage in het bloed bedraagt meer dan 0,8 bij recidive, 1,0 bij beginnende bestuurders en 1,3 bij ervaren bestuurders) en de invoering van de 3e Europese Rijbewijzenrichtlijn op 19 januari 2013 met daarin nieuwe motorrijbewijzen.

## Falende ICT-voorzieningen
Het CBR kwam in opspraak door falende ICT-voorzieningen die de dienstverlening van deze organisatie ernstig hinderden. Op 1 juni 2009 stapte de hiervoor verantwoordelijke directeur op. In 2010 begon een nieuwe directie met het opstellen van een nieuwe strategie en het Verbeterprogramma 2011-2014. Daarin was aandacht voor het verbeteren van de prestaties, inclusief het op termijn vervangen van de ICT-systemen.
Op 18 april 2019 kwam het CBR opnieuw in opspraak met een falend miljoenen kostend ICT-project; dit keer werd door het televisieprogramma Zembla een beeld van chaos op de ICT-afdeling van het CBR geschetst. Dit gebrekkige systeem zorgde voor problemen bij het verlengen van het rijbewijs, vooral als er een medische keuring nodig was. De minister van Infrastructuur, Cora van Nieuwenhuizen, kondigde een onderzoek aan en beloofde voor 8 mei 2019 een brief te sturen naar de Tweede Kamer. Inn november van hetzelfde jaar meldde operationeel directeur Jan Jurgen Huizing, dat de ICT-problemen opgelost waren.

## Onder toezicht
In februari 2019 werd het CBR onder aangescherpt toezicht gesteld, nadat de wachttijden voor een medische beoordeling flink waren opgelopen. Tot 2022 rapporteerde CBR periodiek aan de minister van Infrastructuur en Waterstaat. Per april 2022, toen de wachttijd voor een medische beoordeling al meer dan een jaar volledig op orde was, verviel het aangescherpt toezicht.
Door de corona lockdowns in 2020 en 2021 moesten bijna 800.000 theorie- en praktijkexamens worden ingehaald. Dat leidde tot langere wachttijden. Sinds het vervallen van de anderhalvemetermaatregel zijn de wachttijden voor het theorie-examen genormaliseerd en kunnen burgers er binnen 4 weken terecht. Voor praktijkexamens duurt dat langer, ondanks veel overwerk. Door een lastige arbeidsmarkt en een hoger verzuim, is het inhalen van de achterstand een kwestie van een lange adem. Mede doordat 1/5 van de 8000 rijscholen in Nederland een slagingspercentage van 15% heeft, omdat veel rijscholen een verdienmodel hebben waarbij leerlingen vaker moeten afrijden.
Anno 2022 was de gemiddelde wachttijd voor het praktijkexamen 16,8 weken, vóór de coronacrisis was dit 7,8 weken.